# Anolis luteogularis
Anolis luteogularis är en ödleart som beskrevs av  Gladwyn Kingsley Noble och W.G. Hassler 1935. Anolis luteogularis ingår i släktet anolisar, och familjen Polychrotidae.

## Underarter
Arten delas in i följande underarter:
- A. l. luteogularis
- A. l. calceus
- A. l. coctilis
- A. l. delacruzi
- A. l. hassleri
- A. l. jaumei
- A. l. nivevultus
- A. l. sanfelipensis
- A. l. sectilis

## Bildgalleri

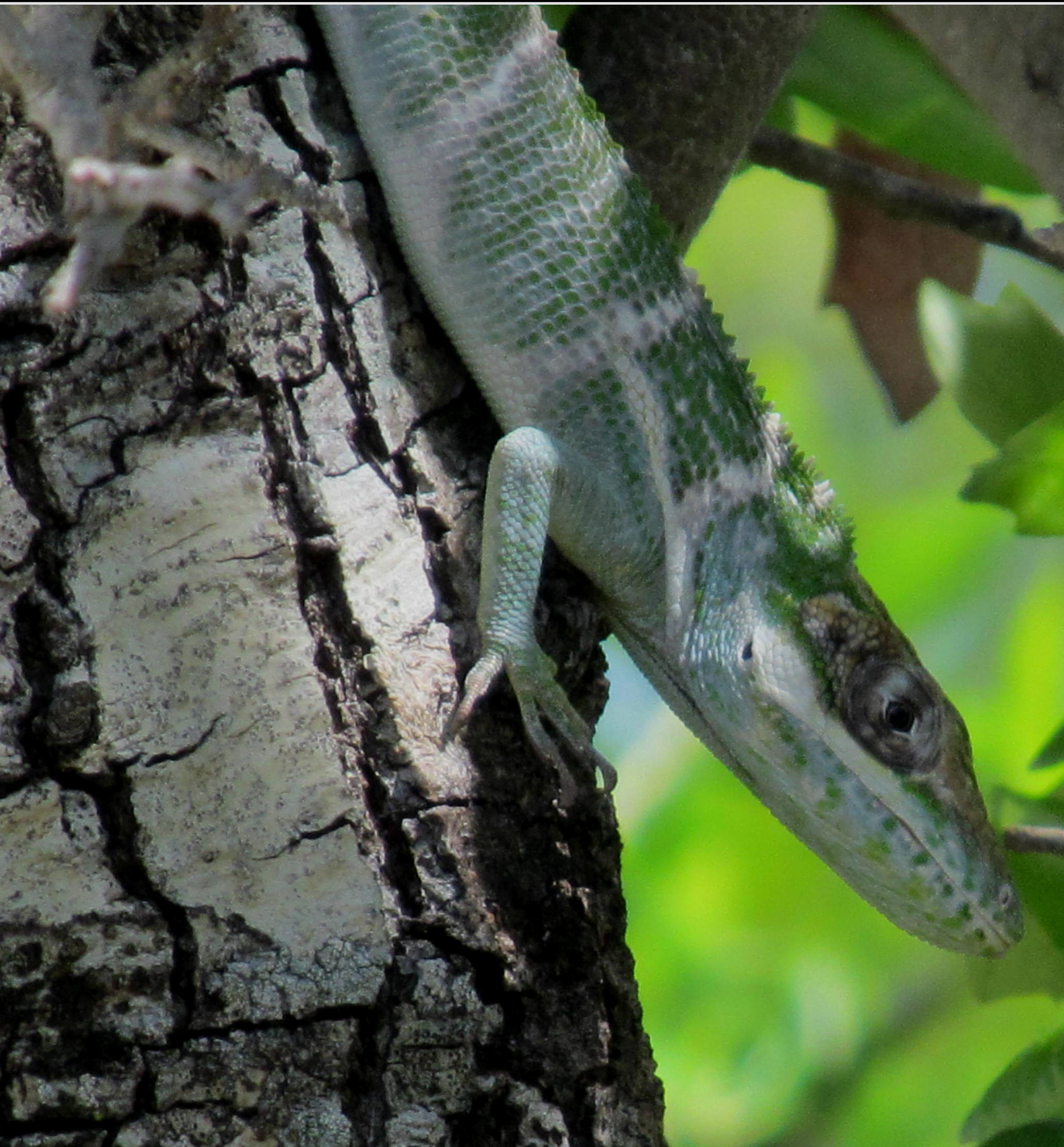